# اندیس عروسان (سنگ تزئینی)
عروسان (سنگ تزئینی) یک اندیس مصالح ساختمانی است که در حوالی شهر چوپانان استان اصفهان قرار دارد و مادهٔ معدنی موجود در آن، سنگ تزئینی است.  